# テオドール・ド・ベーズ

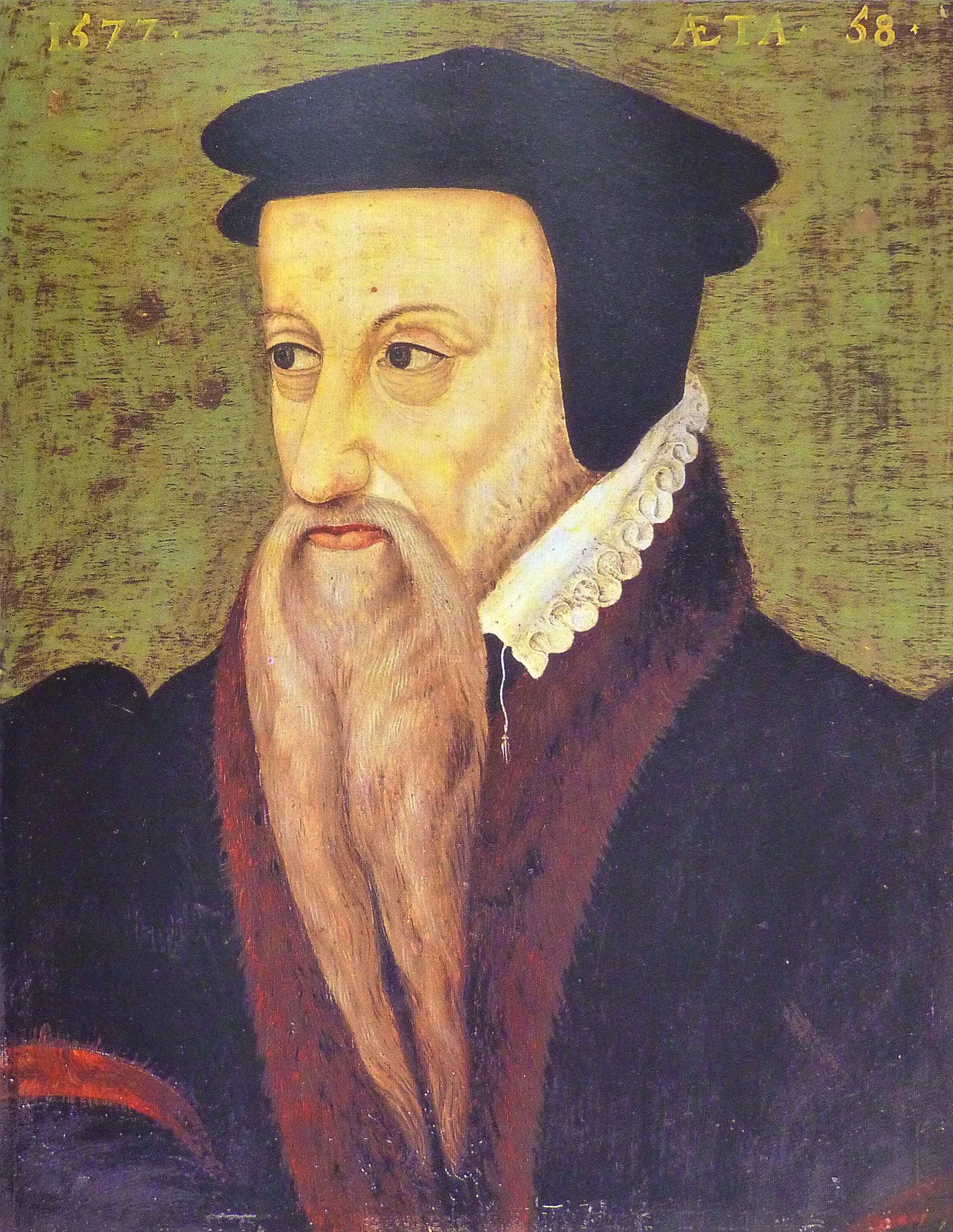
テオドール・ド・べーズ

テオドール・ド・ベーズ（Théodore de Bèze,ユリウス暦1519年6月24日 - グレゴリオ暦1605年10月13日）は、フランスのプロテスタントの神学者であり、16世紀初期の宗教改革に大きな影響を与えた人物である。暴君放伐論者として絶対君主制に対抗した。ジャン・カルヴァンの弟子であり、人生の大半をスイスで過ごした。

## 生涯
フランスのブルゴーニュ地方のヴェズレーで父親のピエール・ド・ベーズと母親のマリー・ブーデロットの間に生まれた。父親はブルゴーニュの名家の出身で、ヴェズレーの知事であった。父親の兄弟はパリ議会の議員ニコラとボーヴェのシトー会の僧院の院長クロードであった。
ベーズは叔父ニコラに気に入られ、パリに招かれてそこで教育を受けた。1528年、テュービンゲン大学教授メルヒオール・ヴォルマーの指導を受けるためにオルレアンに移った。ヴォルマーがマルグリット・ド・ナヴァル（フランソワ1世の姉）に招かれてブールジュに移ったとき、ベーズもそれに従っている。ベーズは後にオルレアンに戻り、法律を学び弁護士として生活していたが、一方で文学を好んでいた。1548年に詩集「若いころの作品」(Juvenilia)を出版してラテン語詩人としての名を高めたが、作品出版直後に病気になった。この病気の間に回心した後、弁護士の地位を捨てジュネーヴに移った。ジャン・カルヴァンと知り合ったのはこのときである。
1549年、ベーズはピエール・ヴィレの斡旋によりローザンヌの学院のギリシア語教師となった。この時期、ベーズは演劇「犠牲を捧げるアブラハム」、風刺詩集「Passavantius」を著した。同時期、ベーズは様々な論争に巻き込まれた。内容は1553年10月27日のジュネーヴにおける神学者ミシェル・セルヴェの火刑の是非などである。ベーズはカルヴァンの擁護派に立ち、1554年には「De haereticis a civili magistratu puniendis」を執筆している。
1557年、ベーズはドイツ・イタリアに赴いて福音派の布教やカトリックとの対立の仲裁に努めた。1558年のヴォルムスにおける会談、1561年のポワシー会談で福音派の弁護を行っている。

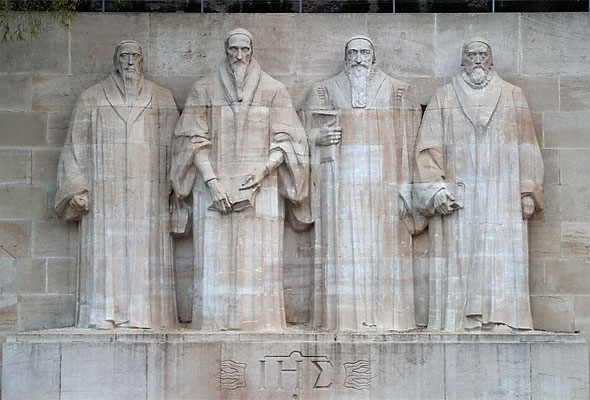
ジュネーヴの改革の壁。左からギヨーム・ファレル、ジャン・カルヴァン、テオドール・ド・ベーズ、ジョン・ノックス。

1562年に150篇からなるジュネーブ詩篇歌の全訳が完成した。
1564年にカルヴァンが死去すると、ベーズが後継者となった。
1574年、ベーズは「臣民に対する為政者の権利について」を表し、その中で宗教問題における暴政に対抗する姿勢を明確にし、実際問題として統治するのに相応しくない政府に対して人民が抵抗して必要ならば武器を取って打ち倒すことは合法であると断言した。（モナルコマキ）
ジュネーヴでは、ベーズは文筆業の傍ら、神学の講義も行っていた。オランダ改革派として活動したヤーコブス・アルミニウスもベーズのもとで学んだ一人である。そこで彼はもっとも純粋なカルヴァン派正統教義を講釈した。また、相談役として彼は為政者と牧師の双方の話を聞いた。ベーズはジュネーヴに法学校も建てた。そこではフランソワ・オットマン(en:François Hotman, 1524-1590)といったこの世紀で著名な法律家が講義を行った。
1605年10月13日、彼はジュネーヴで亡くなり、聖ピエールの修道院に葬られた。
1581年に彼がケンブリッジ大学へ寄贈したベザ写本は、初期の聖書写本の一つとして現在も同大学に保管されている。

## 参考
1. ↑  Theodore Beza French theologian Encyclopædia Britannica
2. ↑  published at Geneva, 1550; Eng. transl. by Arthur Golding, London, 1577, ed.,with introduction, notes, and the French text of the original, M. W. Wallace, Toronto, 1906